# Die Höhlenkinder (Fernsehserie, 1962)
Die Höhlenkinder ist eine deutsche Fernsehserie von Regisseur Peter Podehl aus dem Jahr 1962. Als Vorlage diente der Roman Die Höhlenkinder von Alois Theodor Sonnleitner, wobei die Handlung auf die Zeit des Zweiten Weltkriegs übertragen und beschränkt wurde.

## Handlung
Im Jahr 1944 ist der Junge Peter Schäfer zu Fuß auf dem Weg nach Breslau zu seinen Eltern, da er den Zug zurück aus der Kinderlandverschickung in Kärnten verpasst hat. Auf einem kleinen Bauernhof zwischen Kerk und Lobau findet er bei der zwölfjährigen Eva Luschka Essen und Unterkunft. Sie lebt hier mit ihrem Großvater; ihre Mutter ist tot, ihr Vater arbeitet in der Fabrik und kommt meist nur sonntags zu Besuch. In der Nacht versteckt sich Evas Vater im Haus, wird aber von der deutschen Feldpolizei gefunden. Sie werfen ihm vor, ein Partisan zu sein, und führen ihn ab. Da das von Peter reparierte Radio auf einen Feindsender eingestellt ist, sollen auch Peter, Eva und der Großvater mitgenommen werden.
Während die Feldpolizei noch dabei ist, Verstärkung zu schicken, kommt ein Trupp der Befreiungsarmee zum Haus und möchte Tiere und Mehl requirieren. Sie wollen die drei aber nicht mitnehmen. Als der Partisanenführer auf Peters Portemonnaie den deutschen Reichsadler mit Hakenkreuz sieht, hält er die drei für Verräter und will sie ebenfalls abführen. Als die Verstärkung der Feldpolizei eintrifft, kommt es zu einem Gefecht mit den Partisanen. Dabei gerät das Haus in Brand. Nachdem sich die beiden Kampfgruppen entfernt haben, beschließt der Großvater, mit Peter und Eva zum „Heimlichen Grund“ zu gehen, da die deutschen Soldaten gesagt haben, sie würden die drei verfolgen. Das ist ein Tal im Gebirge, ringsum eingeschlossen von hohen Felsen, zu dem nur ein einziger Weg führt. Dort könnten sie bis zum Ende des Krieges leben. Sie retten noch einiges aus dem abgebrannten Haus und machen sich auf den beschwerlichen Weg.
Vor der Übernachtung in einer Hütte zeichnet der Großvater eine Skizze, die zeigt, wie sie zum „Heimlichen Grund“ gelangen können. Am nächsten Morgen liegt er tot im Stroh in der Hütte; er scheint friedlich eingeschlafen zu sein. Nachdem die Kinder ihn begraben haben, machen sie sich mit Hilfe der Skizze alleine auf den Weg. Dort angekommen, finden sie zufällig die Höhle, von der der Großvater gesprochen hat.
Die Kinder richten sich ihr neues Zuhause ein. Sie sammeln zunächst Pilze, Beeren, Kräuter und Vogeleier; sie bauen sich eine Schleuder, stellen Pfeil und Bogen her sowie Hammer, Beil und Axt; sie jagen Rehe und fangen Fische mit der Hand aus dem Bach; sie flechten Körbe, zimmern sich Mobiliar aus Holz und schneidern sich Kleidung aus Tierpelzen. Eine kleine Nebenhöhle dient als Kühlraum. Nur Feuer haben sie nicht – die einzige Schachtel mit Streichhölzern, die sie dabei hatten, ist aus Unachtsamkeit verbrannt. Die vielen Versuche, mit Reiben von Holz an Feuer zu gelangen, schlagen alle fehl.
Eines Tages finden sie Kisten mit Papiergeld und Munition sowie ein Funkgerät, die mit Fallschirmen abgeworfen wurden. Das noch funktionstüchtige Funkgerät nehmen sie mit in die Höhle.
Ein halbes Jahr ist nun seit ihrer Ankunft in der Höhle vergangen. Während eines Jagdausflugs gerät Peter in ein Gewitter. Ein Blitz lässt die Munitionskiste auf der Wiese explodieren, und er kann endlich Feuer in die Höhle bringen. Der durch die Explosion getötete Hase landet als Braten über dem Feuer.
Bei seinem Ausflug wird Peter von einem Soldaten gesehen, der ihm folgt. Es ist der Stabsgefreite Max Gruber, der von seiner Einheit versprengt wurde und sich dann verlaufen hat. Nach anfänglichem Misstrauen nehmen ihn die Kinder in die Höhle auf. Sie bringen ihm nach und nach die für das Überleben erforderlichen Fähigkeiten bei. Max bringt eine Packung Streichhölzer mit – nun haben sie auch künftig verlässlich Feuer zum Kochen und Heizen.
Max baut das abgeworfene Funkgerät zu einem Radio um. Eines Tages hört Eva dort, dass Hitler „bei den Kämpfen um Berlin gefallen“ sei. Max bestätigt den Kindern, dass nun der Krieg zu Ende sei und sie wieder nach Hause gehen können. Sie machen sich am nächsten Tag auf den Weg.
Bei dem verlassenen Haus, wo Max bei der Flugabwehr zuletzt in Stellung war, findet er sein altes Dienstfahrrad wieder, das noch funktionstüchtig ist. Von nun an sind die drei darauf unterwegs – Max auf dem Sattel, Eva auf dem Oberrohr und Peter auf dem Gepäckträger.
Auf einem Feldweg werden sie von einem Partisanenposten angehalten. Max wird verdächtigt, ein SS-Mann zu sein. Die Beteuerung der drei, dass sie aus einer Höhle kommen, wird ihnen nicht geglaubt. Als aber der Partisanenführer dazu kommt, erkennt Peter in ihm den Mann, der am Tag ihrer Flucht aus dem Haus das Vieh mitgenommen hat. Dieser erinnert sich an Peters Portemonnaie mit dem Hakenkreuz darauf, das Peter ihm auch zeigen kann. In der Station der Partisanen erzählen die drei ihre Geschichte. Ihnen wird nun geglaubt, sie werden respektvoll behandelt und verköstigt. Gehen lassen will sie der Partisanenführer zunächst allerdings nicht – sie sollen in ein Lager kommen, in dem sie darauf warten müssen, entnazifiziert zu werden. Allerdings eröffnet er ihnen die Möglichkeit, sich dem durch Überqueren der Grenze zu entziehen. Diese ist zwar scharf bewacht – aber von seinen Leuten … In der letzten Einstellung sind Peter, Eva und Max auf dem Fahrrad zu sehen, wie sie in Richtung Grenze fahren. Die Partisanen verabschieden sie mit den Worten: „Kommt gut nach Hause, ihr Höhlenkinder“.

## Entstehung
Die Dreharbeiten fanden im Jahr 1961 statt. Große Teile der Außenaufnahmen wurden in der Eng, einem Tal in der Nähe vom Großen Ahornboden in Österreich, gedreht. Der fiktive Höhleneingang war ein langgezogener Felsspalt in einem großen Kalksteinblock. Das Innere der Höhle, bestehend aus vier „Tortenstücken“ auf Rollen, befand sich im Studio der Schongerfilm in Inning am Ammersee. Für das Szenenbild war Jörg Wisbeck verantwortlich.
Die Rolle der Eva spielte Claudia Podehl, die Tochter des Regisseurs der Serie, deren Schauspielkarriere auch mit dieser Rolle endet.
Die Filmmusik beschränkt sich ausschließlich auf Vor- und Nachspann.

## Veröffentlichung
Die Höhlenkinder war eine der ersten deutschen Kinder- und Jugendserien. Die ursprünglich zwölfteilige Fassung in Schwarz-Weiß wurde zunächst in 10 Folgen gesendet; dabei wurden die Folgen 1 und 2 sowie 3 und 4 zusammengefasst. Im Jahr 1980 wurde eine Wiederholung mit einem erklärenden Vorspann des Regisseurs ausgestrahlt.
1. Die Soldaten (5. Nov.1962, 29. Jul. 1980)
2. Die Hütte (19. Nov. 1962, 31. Jul. 1980)
3. Das Boot (4. Dez. 1962, 5. Aug. 1980)
4. Der heimliche Grund (9. Dez. 1962, 7. Aug. 1980)
5. Die Höhle (16. Dez. 1962, 12. Aug. 1980)
6. Die Jäger (23. Dez. 1962, 14. Aug. 1980)
7. Die Stimme (30. Dez. 1962, 21. Aug. 1980)
8. Das Feuer (6. Jan. 1963)
9. Der Fremde (13. Jan. 1963, 28. Aug. 1980)
10. Der Abschied (20. Jan. 1963, 11. Sep. 1980)